# 創造都市研究科
創造都市研究科（そうぞうとしけんきゅうか）とは、大阪市立大学大学院の研究科の一つ。改組にともない、新部局に移行。旧課程の創造都市研究科は、修士課程の募集は2016年度実施の入試までで終了、博士課程の募集は2018年度実施の入試までで終了した。後継部局は都市経営研究科である。

## 概要
- 都市の活性化を担う人材を養成するため、都市ビジネス、都市政策、都市情報などの多様な分野から、「創造都市」を中心概念に学際的な研究を行う機関として2003年に設立されたもの。
- 学部をもたず、高度専門職業人の養成に特化した国内最大級の独立研究科であり、各界で活躍する新たなタイプの研究者を輩出していた。
- 社会人を対象とした社会人大学院として、設立・運営された経緯があり、夜間や土曜履修を主としたり講義もビジネス街である大阪駅前第2ビルにおいて行うなど、働きながら通えるように配慮されていた。
- 研究科の主題となっている創造都市論の教授として、同論の研究で2003年度の日本都市学会賞を受賞した佐々木雅幸が在籍していた。
- ベンチャーや起業、ITマネジメントなどビジネスマン向けに特化した専攻も持っていた。
- 部落解放・人権研究所理事、大阪府人権協会理事を務める野口道彦が教授として在籍したことがあり、部落問題・共生社会問題の研究にも力を入れていた。

## 沿革
- 2003年4月 - 創造都市研究科修士課程が開校。「都市」をキーコンセプトに、高度なプロフェッショナルの養成を目指す。
- 2005年4月 - 実務的研究者養成のための博士(後期)課程が開校。
- 2016年11月 - 修士課程の最後の募集（要項配布）、以後、都市経営研究科に移行。
- 2018年11月 - 博士(後期)課程の最後の募集（要項配布）、以後、都市経営研究科に移行。

## 専攻

### 修士課程※　募集停止以後、入試は都市経営研究科に移行。
- 都市ビジネス専攻　※　募集停止
  - アントレプレナーシップ研究分野
  - システム・ソリューション研究分野
  - アジア・ビジネス研究分野
- 都市政策専攻　※　募集停止
  - 都市経済・地域政策研究分野
  - 都市公共政策研究分野
  - 都市共生社会研究分野
- 都市情報学専攻　※　募集停止
  - 知識情報基盤研究分野
  - 情報システム創成研究分野

### 博士(後期)課程※　募集停止以後、入試は都市経営研究科に移行。
- 創造都市専攻　※　募集停止
  - 都市政策研究領域
  - 国際地域経済研究領域
  - 事業創造研究領域
  - 共生社会創造研究領域
  - 都市情報環境研究領域

## アクセス
梅田サテライト　都市経営研究科を参照
- 大阪市北区・大阪駅前第2ビル内
  - JR大阪駅、阪神・阪急・地下鉄梅田駅、JR北新地駅、地下鉄西梅田駅から徒歩。

杉本キャンパス　都市経営研究科を参照
- 大阪市住吉区杉本3-3-138 （大阪市立大学内）
  - JR阪和線 杉本町駅下車

## 出身者
- 呑海沙織 ‐ 筑波大学図書館情報メディア系 教授
- 田代洋久 - 北九州市立大学法学部 教授
- 湯浅俊彦 ‐立命館大学文学部 教授
- 石島隆 ‐ 法政大学大学院 教授
- 臼田利之- 大阪経済大学経済学部 准教授
- 奥正孝 - 東京富士大学経営学部 教授
- 赤松裕二 - 環太平洋大学 副学長 教授
- 河森正人 ‐ 大阪大学人間科学部 教授
- 川井田祥子 ‐ 鳥取大学地域学部 教授
- 中村都 ‐ 追手門学院大学経営学部 教授
- 桑田政美 - 神戸国際大学経済学部 教授
- 梅村仁 - 大阪経済大学経済学部 教授
- 寺地一浩 - 日本経済大学経済学部 教授
- 川村忠隆 - 日本経済大学経済学部 教授
- 辻本千春 - 流通科学大学人間社会学部 教授
- 萩原雅也 - 大阪樟蔭女子大学学芸学部 教授
- 松田充史 - 大阪成蹊大学マネジメント学部 教授
- 萬代望 - 敦賀市立看護大学看護学部 教授
- 近藤政幸 - 新潟経営大学観光経営学部 教授
- 大島博行 - 京都学園大学経済経営学部 教授
- 岩田一男 - 関西学院大学共通教育センター 教授
- 矢島伸浩 - 聖カタリナ大学人間福祉学部 教授
- 大和里美 - 奈良県立大学地域創造学部 准教授
- 杉山武志 - 兵庫県立大学環境人間学部 准教授
- 津川礼至 - 日本経済大学経済学部 准教授
- 岡野聡子 - 奈良学園大学人間教育学部 准教授
- 村木美紀 - 同志社女子大学学芸学部 准教授
- 家禰淳一 - 愛知大学文学部人文社会学科 教授
- 山田啓次 - 大阪産業大学教職教育センター 教授
- 牛場智 - 静岡大学地域創造学環 准教授
- 中子富貴子 - 神戸山手大学現代社会学部 准教授
- 藤原直樹 - 追手門学院大学地域創造学部 教授
- 小松久美子 - 帝塚山学院大学人間科学部 准教授
- 桜井啓太 - 立命館大学産業社会学部 准教授
- 中村晶子 - 大阪青山大学健康科学部 准教授
- 吉田大介 - 大阪市立大学工学研究科 准教授
- 堅田利明 - 関西外国語大学短期大学部 准教授
- 竹田英司 - 長崎県立大学 地域創造学部 教授
- 平岩久里子 - 池坊短期大学環境文化学科 准教授
- 村尾佳子 - グロービス経営大学院経営研究科 副研究科長
- 名渕浩史 - 近畿大学経営学部商学科 准教授
- 林昌弘 - 常葉大学法学部 准教授
- 中野裕紀 - 福島県立医科大学医学部 准教授
- 古山陽一 - 国際医療福祉大学成田看護学部 講師
- 松井幸子 - 藍野大学医療保健学部 講師
- 矢野裕子 - 京都西山短期大学仏教学専攻 講師
- 冨田克彦 - 神戸大学学術研究推進部門 特命教授
- 浅野昌也 - 近畿大学理工学部 客員教授
- 江本伸哉 - 九州国際大学現代ビジネス学部 特任教授
- 水野博達 - 大阪市立大学大学院創造都市研究科 特任准教授
- 浜田進士- 関西学院大学 元准教授　特定非営利活動法人子どもの権利条約総合研究所副代表・関西事務所代表
- 藤木美奈子- 龍谷大学 元准教授　一般社団法人WANA関西代表理事
- 吉田弘明 - 香芝市市長
- 望月良男 - 有田市市長
- 松尾高英 - 橿原市市議会副議長・市議
- 田中逸郎 - 豊中市副市長
- 上野信子 - 大阪市北区長
- 長尾淳三 - 元東大阪市市長